# Tesem
El tesem és una raça de gos de l'antic Egipte.

## Història
El tesem sovint apareix en murals de l'antic Egipte. El déu egipci Anubis hi és representat en forma de xacal, tot i que les característiques d'Anubis es poden reconèixer també en el tesem. Les imatges d'Anubis jacent encaixen perfectament amb l'aspecte exterior del tesem.
Aquests gossos foren portats des d'Egipte per comerciants de Cartago, l'Imperi Romà i Fenícia en viatges i així arribaren a la resta de la mar Mediterrània. D'aquests tesem nasqueren les races següents:
- Ca eivissenc a Eivissa
- Podenc canari a les Illes Canàries
- Pharaoh hound a Malta
- Cirneco de l'Etna a Sicília